# Gary Trent (1999)
Gary Dajuan Trent jr. (Columbus, 18 gennaio 1999) è un cestista statunitense, professionista nella NBA con i Milwaukee Bucks.

## Biografia
Gary Trent jr. è figlio dell'ex cestista (professionista in NBA e in Grecia e in Italia) Gary Trent.

## Carriera
Dopo aver giocato per un anno a Duke, nel 2018 si dichiarò eleggibile per il Draft NBA, in cui venne scelto dai Sacramento Kings alla 37ª chiamata; gli stessi Sacramento Kings lo cedettero la notte del Draft stesso ai Portland Trail Blazers in cambio di 2 future seconde scelte e un conguaglio economico.

## Statistiche

### NCAA
| Anno      | Squadra          | PG | PT | MP   | TC%  | 3P%  | TL%  | RP  | AP  | PRP | SP  | PP   |
| --------- | ---------------- | -- | -- | ---- | ---- | ---- | ---- | --- | --- | --- | --- | ---- |
| 2017-2018 | Duke Blue Devils | 37 | 37 | 33,9 | 41,5 | 40,2 | 87,6 | 4,2 | 1,4 | 1,2 | 0,1 | 14,5 |
| Carriera  | Carriera         | 37 | 37 | 33,9 | 41,5 | 40,2 | 87,6 | 4,2 | 1,4 | 1,2 | 0,1 | 14,5 |

#### Massimi in carriera
- Massimo di punti: 30 vs Miami (15 gennaio 2018)[3]
- Massimo di rimbalzi: 10 (2 volte)
- Massimo di assist: 5 vs Pittsburgh (10 gennaio 2018)
- Massimo di palle rubate: 3 (6 volte)
- Massimo di stoppate: 2 vs Florida (26 novembre 2017)
- Massimo di minuti giocati: 44 vs Kansas (25 marzo 2018)

### NBA

#### Regular Season
| Anno      | Squadra             | PG  | PT  | MP   | TC%  | 3P%  | TL%  | RP  | AP  | PRP | SP  | PP   |
| --------- | ------------------- | --- | --- | ---- | ---- | ---- | ---- | --- | --- | --- | --- | ---- |
| 2018-2019 | Portland T. Blazers | 15  | 1   | 7,4  | 32,0 | 23,8 | 42,9 | 0,7 | 0,3 | 0,1 | 0,1 | 2,7  |
| 2019-2020 | Portland T. Blazers | 61  | 8   | 21,8 | 44,4 | 41,8 | 82,2 | 1,6 | 1,0 | 0,8 | 0,3 | 8,9  |
| 2020-2021 | Portland T. Blazers | 41  | 23  | 30,8 | 41,4 | 39,7 | 77,3 | 2,2 | 1,4 | 0,9 | 0,1 | 15,0 |
| 2020-2021 | Toronto Raptors     | 17  | 15  | 31,8 | 39,5 | 35,5 | 80,6 | 3,6 | 1,3 | 1,1 | 0,2 | 16,2 |
| 2021-2022 | Toronto Raptors     | 70  | 69  | 35,0 | 41,4 | 38,3 | 85,3 | 2,7 | 2,0 | 1,7 | 0,3 | 18,3 |
| 2022-2023 | Toronto Raptors     | 66  | 44  | 32,1 | 43,3 | 36,9 | 83,9 | 2,6 | 1,6 | 1,6 | 0,2 | 17,4 |
| 2023-2024 | Toronto Raptors     | 71  | 41  | 28,1 | 42,6 | 39,3 | 77,1 | 2,6 | 1,7 | 1,1 | 0,1 | 13,7 |
| 2024-2025 | Milwaukee Bucks     | 74  | 9   | 25,6 | 43,1 | 41,6 | 84,8 | 2,3 | 1,2 | 1,0 | 0,1 | 11,1 |
| Carriera  | Carriera            | 415 | 210 | 28,2 | 42,3 | 39,1 | 82,3 | 2,4 | 1,4 | 1,2 | 0,2 | 13,7 |

#### Play-off
| Anno     | Squadra             | PG | PT | MP   | TC%  | 3P%  | TL%  | RP  | AP  | PRP | SP  | PP   |
| -------- | ------------------- | -- | -- | ---- | ---- | ---- | ---- | --- | --- | --- | --- | ---- |
| 2020     | Portland T. Blazers | 5  | 1  | 30,6 | 35,6 | 41,7 | 85,7 | 2,0 | 0,6 | 0,8 | 0,0 | 9,6  |
| 2022     | Toronto Raptors     | 6  | 6  | 33,2 | 37,8 | 33,3 | 89,5 | 1,7 | 1,3 | 1,0 | 0,5 | 15,3 |
| 2025     | Milwaukee Bucks     | 5  | 3  | 34,2 | 51,6 | 50,0 | 80,0 | 2,2 | 1,2 | 2,6 | 0,0 | 18,8 |
| Carriera | Carriera            | 16 | 10 | 32,7 | 41,8 | 42,1 | 86,1 | 1,9 | 1,1 | 1,4 | 0,2 | 14,6 |

#### Massimi in carriera
- Massimo di punti: 44 vs Cleveland Cavaliers (10 aprile 2021)[4]
- Massimo di rimbalzi: 8 (2 volte)
- Massimo di assist: 7 (2 volte)
- Massimo di palle rubate: 5 (8 volte)
- Massimo di stoppate: 3 vs Utah Jazz (7 gennaio 2022)
- Massimo di minuti giocati: 56 vs Miami Heat (29 gennaio 2022)

### G League
| Anno      | Squadra       | PG | PT | MP   | TC%  | 3P%  | TL%  | RP  | AP  | PRP | SP  | PP   |
| --------- | ------------- | -- | -- | ---- | ---- | ---- | ---- | --- | --- | --- | --- | ---- |
| 2018-2019 | Texas Legends | 6  | 5  | 34,4 | 50,4 | 50,0 | 88,9 | 5,5 | 1,8 | 1,7 | 0,3 | 33,3 |
| Carriera  | Carriera      | 6  | 5  | 34,4 | 50,4 | 50,0 | 88,9 | 5,5 | 1,8 | 1,7 | 0,3 | 33,3 |